# Lega B 2009 (football americano)
La Lega B 2009 è stata la 18ª edizione del campionato di football americano di secondo livello, organizzato dalla SAFV.

## Squadre partecipanti
| Club                    | Città    | Stadio          | Sponsor ufficiale | Risultato nella stagione 2008 |
| ----------------------- | -------- | --------------- | ----------------- | ----------------------------- |
| Basel Meanmachine       | Basilea  |                 |                   |                               |
| Bienna Jets             | Bienne   |                 |                   | Finalisti Lega B              |
| Fribourg Cardinals      | Friburgo |                 |                   | Quarto posto in Lega B        |
| Gladiators Beider Basel | Basilea  |                 |                   | Sesto posto in LNA            |
| Luzern Lions            | Lucerna  | Stadion Allmend |                   | Sesto posto in Lega B         |
| Thun Tigers             | Thun     |                 |                   | Terzo posto in Lega B         |

## Stagione regolare

### Calendario

#### 1ª giornata
| 19 aprile 2009 | Thun Tigers | 27 – 20 | Luzern Lions |  |

| 19 aprile 2009 | Basel Meanmachine | 48 – 28 | Fribourg Cardinals |  |

| 19 aprile 2009 | Gladiators Beider Basel | 58 – 8 | Bienna Jets |  |

#### 2ª giornata
| 26 aprile 2009 | Luzern Lions | 50 – 36 | Fribourg Cardinals |  |

| 26 aprile 2009 | Basel Meanmachine | 12 – 40 | Gladiators Beider Basel |  |

| 26 aprile 2009 | Bienna Jets | 42 – 33 | Thun Tigers |  |

#### 3ª giornata
| 3 maggio 2009 | Gladiators Beider Basel | 48 – 0 | Thun Tigers |  |

| 3 maggio 2009 | Fribourg Cardinals | 19 – 62 | Bienna Jets |  |

| 3 maggio 2009 | Luzern Lions | 12 – 50 | Basel Meanmachine |  |

#### 4ª giornata
| 10 maggio 2009 | Thun Tigers | 35 – 0 | Fribourg Cardinals |  |

| 10 maggio 2009 | Bienna Jets | 36 – 28 | Basel Meanmachine |  |

| 10 maggio 2009 | Gladiators Beider Basel | 58 – 0 | Luzern Lions |  |

#### 5ª giornata
| 17 maggio 2009 | Fribourg Cardinals | 36 – 28 | Luzern Lions |  |

#### 6ª giornata
| 24 maggio 2009 | Fribourg Cardinals | 9 – 62 | Gladiators Beider Basel |  |

| 24 maggio 2009 | Basel Meanmachine | 58 – 29 | Thun Tigers |  |

| 24 maggio 2009 | Luzern Lions | 8 – 52 | Bienna Jets |  |

#### 7ª giornata
| 7 giugno 2009 | Bienna Jets | 20 – 22 | Gladiators Beider Basel |  |

| 7 giugno 2009 | Fribourg Cardinals | 17 – 56 | Basel Meanmachine |  |

| 7 giugno 2009 | Luzern Lions | 8 – 31 | Thun Tigers |  |

#### 8ª giornata
| 14 giugno 2009 | Bienna Jets | 50 – 0 (d.g.s.) | Fribourg Cardinals |  |

#### 9ª giornata
| 21 giugno 2009 | Thun Tigers | 22 – 28 | Bienna Jets |  |

| 21 giugno 2009 | Gladiators Beider Basel | 8 – 20 | Basel Meanmachine |  |

#### 10ª giornata
| 28 giugno 2009 | Basel Meanmachine | 44 – 14 | Luzern Lions |  |

| 28 giugno 2009 | Thun Tigers | 0 – 44 | Gladiators Beider Basel |  |

### Classifica
La classifica della regular season è la seguente:
- PCT = percentuale di vittorie, G = partite giocate, V = partite vinte, P = partite perse, PF = punti fatti, PS = punti subiti
- Le prime due classificate si sfidano nella finale; la vincente è promossa in LNA 2010 (verde)

| Pos. | Squadra                 | PCT  | G | V | P | PF  | PS  |
| ---- | ----------------------- | ---- | - | - | - | --- | --- |
| 1    | Gladiators Beider Basel | .875 | 8 | 7 | 1 | 340 | 69  |
| 2    | Bienna Jets             | .750 | 8 | 6 | 2 | 298 | 190 |
| 3    | Basel Meanmachine       | .750 | 8 | 6 | 2 | 316 | 184 |
| 4    | Thun Tigers             | .375 | 8 | 3 | 5 | 177 | 248 |
| 5    | Luzern Lions            | .125 | 8 | 1 | 7 | 140 | 334 |
| 6    | Fribourg Cardinals      | .125 | 8 | 1 | 7 | 145 | 391 |

## Finale
| 18 luglio 2009 | Gladiators Beider Basel | 42 – 14 | Bienna Jets |  |

## Verdetti
- Gladiators Beider Basel promossi in LNA 2010